# Barroco joanino

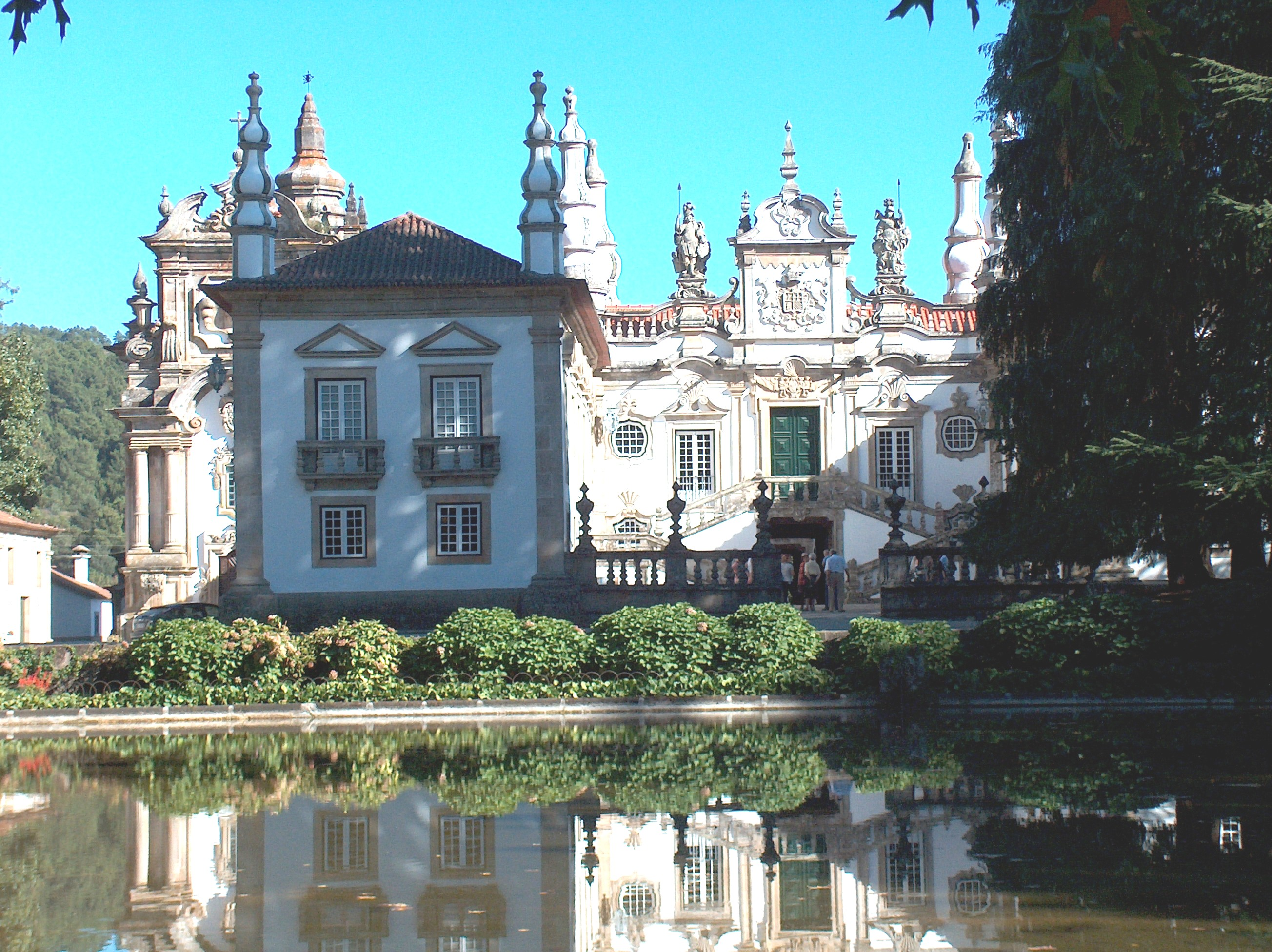
O Solar de Mateus de Nicolau Nasoni

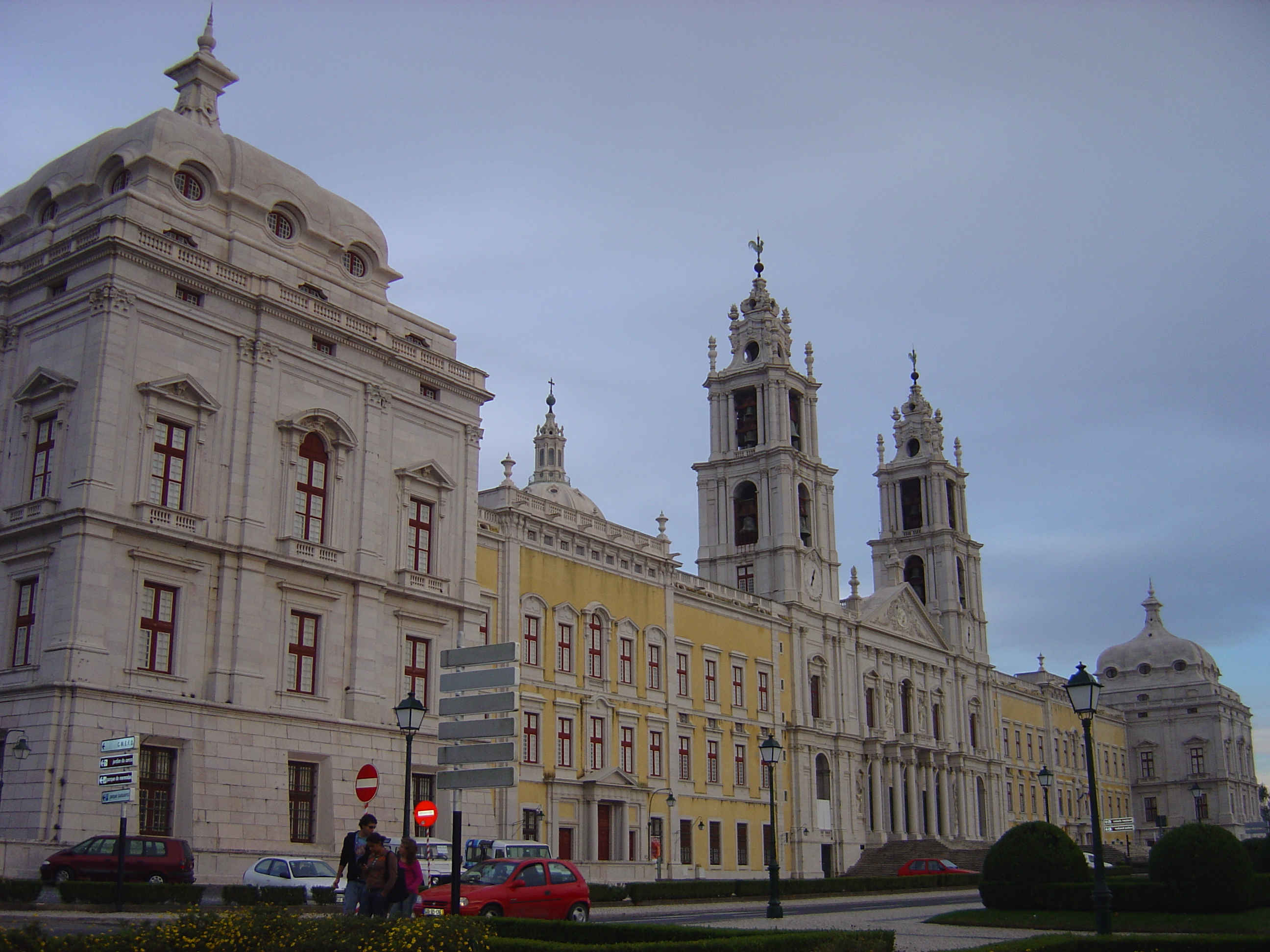
O Convento de Mafra, por Ludovice

O barroco joanino é a designação conjunta das várias correntes artísticas que coexistiram em Portugal durante o reinado de D. João V.
Os arquitectos mais notáveis deste barroco foram Nicolau Nasoni (no Norte), André Soares e João Frederico Ludovice (no Sul). Nasoni, de origem italiana, adaptou o modelo espanhol, complementando com o modelo italiano, criando o "Barroco do Norte", uma arquitectura que nos mostra estes dois subtipos de arquitectura barroca europeia na arquitectura nacional, destacando a Torre dos Clérigos, no Porto. Ludovice ou Ludwig, de origem germânica, transpôs o barroco alemão para Portugal, criando no Sul, o "Barroco do Sul", de características imponentes da arquitectura alemã, como o Convento de Mafra. André Soares, bracarense, baseou-se no barroco de Nasoni e melhorou-o, criando vários monumentos arquitecturais, nomeadamente a Casa do Raio na sua terra natal.
Das obras em barroco joanino, as maiores são o Convento de Mafra, a Basílica da Estrela, o Aqueduto das Águas Livres, o Paço da Ribeira e sua Capela Real (destruído pelo devastador terramoto de 1755), a igreja e Torre dos Clérigos, no Porto, a galilé da Sé do Porto, a Igreja da Misericórdia do Porto, Igreja de Santa Clara, Palácio de São João Novo e Paço Episcopal do Porto, o solar de Mateus em Vila Real e Casa do Raio em Braga.

## Contexto
A conjetura portuguesa do século XVII retarda a introdução do formulário barroco perpetuando modelos arquitectónicos vinculados a uma rígida geometria oriunda da tradição militar quinhentista. A inércia ao ensaio de novas soluções espaciais decorre da estabilidade do reportório testado e da parca reflexão teórica sobre o classicismo, o que ajuda a explicar muitas das características chãs dos edifícios. Contudo, na sequência da Restauração denotam-se fugas da produção arquitectónica e artística nacional em direcção a modelos do barroco francês e italiano, concomitantes ao processo de afirmação da corte e legitimação política que reclama novos formulários plásticos e espaciais.
É no reinado de D. João V que, sob os auspícios do ouro brasileiro e restabelecimento e fortalecimento das relações diplomáticas com as potências políticas e culturais europeias, se cruzam tendências nacionais e internacionais contaminando a produção arquitetónica que na órbita da corte se instrumentaliza sob a retórica do poder. Mesmo assim, ao invés da construção sistemática de um património com uma linguagem e objectivos precisos, o reinado de D. João V (1706–50), é caracterizado por um confronto de ideias traduzido numa variedade de experiências formais e espaciais. Ao círculo gerado a partir da corte e que domina todo o sul, de carácter clássico e declarada influência italiana, dever-se-á ainda considerar a acção das dioceses do Porto e Braga onde o influxo italiano se cruza com tendências decorativas do norte da Europa.
Se no Porto a promoção de grandes obras durante o período da sede vacante (1717–41) marca o ponto de partida do barroco joanino portuense, sendo precisamente nesse contexto que deveremos considerar a novidade introduzida por Nasoni, em Braga a abertura à novidade Barroca coincide com o bispado de D. Rodrigo de Moura Teles (1704–28), cujo programa construtivo visa conferir à cúria uma imagem magnificente equiparada à da corte.

## Características
O barroco joanino distingue-se do estilo nacional português que o antecedeu pelas influências barrocas que recebeu, particularmente de Itália e França. Caracteriza-se, em particular, pelo aparecimento de nichos ou pedestais destinados a acomodar imagens devocionais. Há uma infinidade de cenas exuberantes e animadas, incluindo rostos, querubins, pássaros, atlantes e motivos vegetalistas.
Ao estilo joanino, "o acanto desaparece quase por completo para dar lugar a festões, arabescos, volutas e cartuchos […] sendo dada preferência ao vocabulário abstracto". O dourado é omnipresente.
Se o estilo joanino está particularmente presente na arquitetura, a sua influência pode ser encontrada na escultura, na pintura e nas artes decorativas.